# Platygaster sambuci
Platygaster sambuci är en stekelart som först beskrevs av Jean-Jacques Kieffer 1916.  Platygaster sambuci ingår i släktet Platygaster och familjen gallmyggesteklar. Inga underarter finns listade i Catalogue of Life.